# Pesce bianco

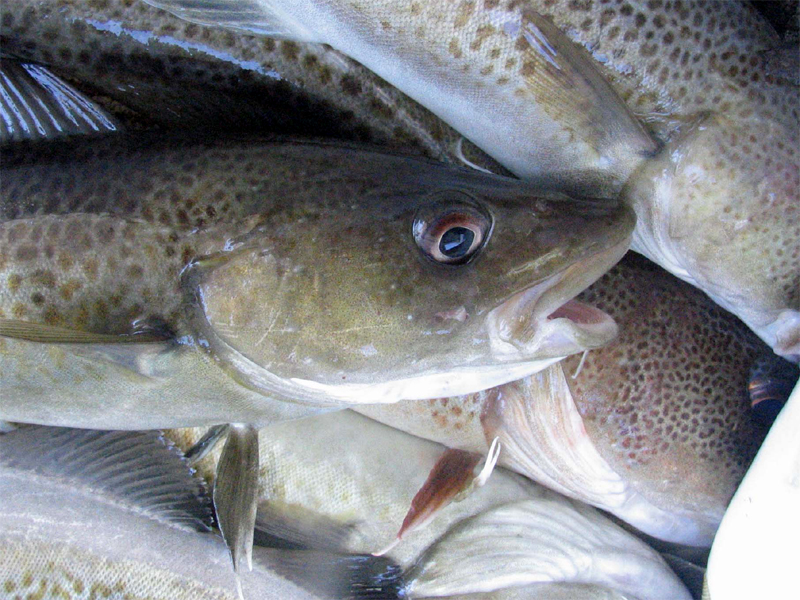
Gadus morhua

Vengono generalmente definite pesci bianchi alcune specie di pesci demersali caratterizzati da colorazione dorsale tendente spesso al bianco. Il pesce bianco può essere diviso in pesci bentopelagici (pesci rotondi che vivono vicino al fondo del mare, come merluzzo e pollock) e pesci bentonici (che vivono sul fondo del mare, come i pesci piatti come la passera pianuzza).

## Specie
Specie di pesce bianco sono:
- il merluzzo nordico (Gadus morhua)
- il kutum caspico (Rutilus kutum)
- il merluzzo atlantico (Merluccius bilinearis)
- l'eglefino (Melanogrammus aeglefinus)
- il nasello (Urophycis)
- il pollock (Pollachius)

- "coregone" (Coregonus) è anche il nome di diverse specie di pesci d'acqua dolce dell'Atlantico, quindi l'uso del termine in due parole "pesce bianco" è meno fuorviante[1].

## Qualità nutrizionali

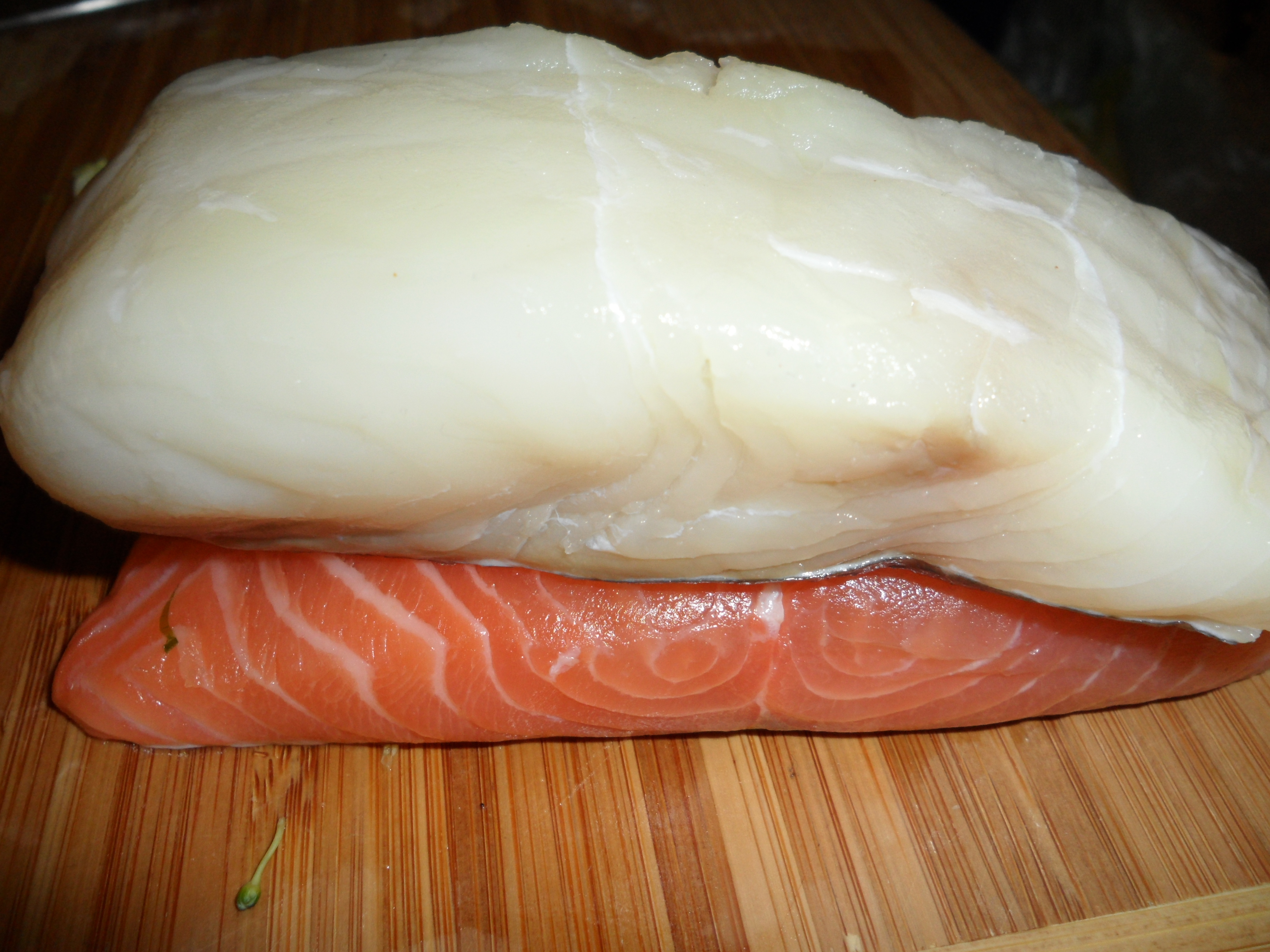
Filetto di pesce bianco (halibut - in alto) insieme a un filetto di pesce grasso (salmone - in basso)

Un filetto di coregone, specie miste (198 g) contiene le seguenti informazioni nutrizionali secondo l'USDA: 265 calorie, 11,60 gr di grasso, 0 gr di carboidrati, 0 gr di fibre, 37,80 gr di proteine e 119 mg di colesterolo. Il pesce bianco viene talvolta consumato direttamente, ma viene spesso utilizzato ricostituito per la preparazione del pesce, gefilte fish, lutefisk, surimi (imitazione della polpa di granchio), ecc. Per secoli è stato conservato essiccando come stoccafisso e baccalà e scambiato come merce di tutto il mondo. È comunemente usato nel classico piatto della cucina britannica dei fish and chips.